# Axel-Uno Nylander
Axel-Uno Nylander, född 27 juni 1922 i Borås, död 1 januari 2009, var en svensk ingenjör, företagsledare och högerpolitiker. Han var son till Axel Nylander. 
Efter studentexamen 1942 och examen från Chalmers tekniska högskola 1947 anställdes Nylander vid Bethlehem Foundry & Machine Company i Pennsylvania 1948, vid Strömsfors bruk 1951 och var verkställande direktör och styrelseledamot i Borås Mekaniska verkstads AB från 1959. 
Nylander invaldes som ledamot av Borås stadsfullmäktige 1959 och blev vice ordförande i drätselkammaren 1962 (ledamot 1958). Han var ordförande i Borås och de sju häradernas kulturhistoriska förening från 1961 och i Älvsborgs läns kulturminnesråd från 1962.